# Margarida David Cardoso
Margarida David Cardoso (1995) é uma jornalista portuguesa. 

## Biografia
Natural da Lixa, Margarida David Cardoso nasceu em 1995. 
Licenciada em Ciências da Comunicação pela Universidade do Porto, recebeu o Prémio Gazeta Revelação em 2017 pela peça "A noite do fim do mundo", sobre as cheias de 1967, escrita enquanto jornalista do Jornal Público. 
Desde 2019, é jornalista de investigação no Fumaça.